# 格勒尼耶-蒙贡
格勒尼耶-蒙贡（法語：Grenier-Montgon，法語發音：[ɡʁənje mɔ̃ɡɔ̃]）是法国上卢瓦尔省的一个市镇，属于布里尤德区。该市镇由格勒尼耶（Grenier）和蒙贡（Montgon）两个村庄组成。

## 地理
格勒尼耶-蒙贡（45°17'16"N, 3°11'41"E）面积5.01 平方千米，位于法国奥弗涅-罗讷-阿尔卑斯大区上盧瓦爾省，该省份为法国中南部省份，北起多姆山省和卢瓦尔省，西接康塔爾省，南至洛泽尔省，东临阿尔代什省。
与格勒尼耶-蒙贡接壤的市镇（或旧市镇、城区）包括：马西亚克、布莱勒、埃斯帕朗、吕比亚克、圣博齐尔。

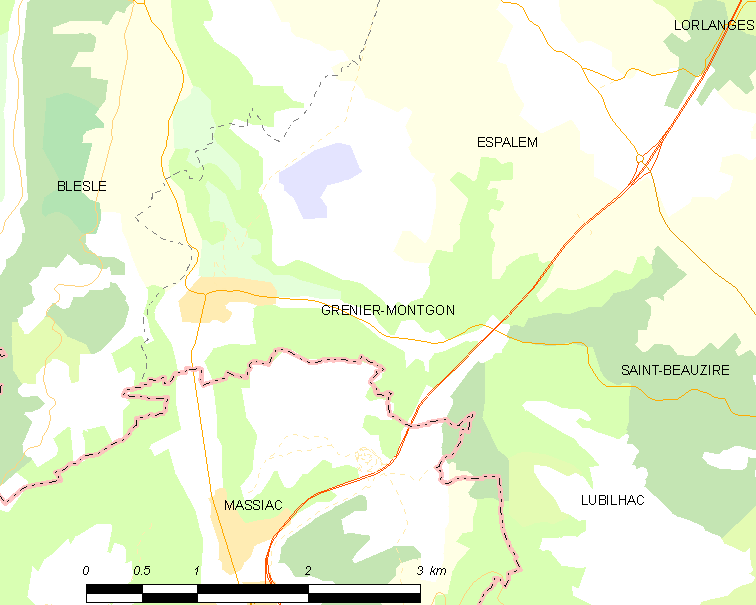
格勒尼耶-蒙贡的OSM定位图

格勒尼耶-蒙贡的时区为UTC+01:00、UTC+02:00（夏令时）。

## 行政
格勒尼耶-蒙贡的邮政编码为43450，INSEE市镇编码为43103。

## 政治
格勒尼耶-蒙贡所属的省级选区为圣弗洛里娜县。

## 人口

1962-2008年间格勒尼耶-蒙贡人口变化图示

格勒尼耶-蒙贡于2022年1月1日时的人口数量为111人。